# Toulousekorv
Toulousekorv (franska: saucisse de Toulouse) är en specialitet från Toulouse i sydvästra Frankrike. Den såldes på marknader i Toulouse redan på 1700-talet.

## Sammansättning
En äkta toulousekorv är tillverkad av 75% grovmalet, magert fläskkött, 15% sidfläsk, salt och peppar. Den innehåller inget vatten, inga konserveringsmedel, färgämnen eller andra tillsatser. Korven är stoppad i naturligt fjälster och har en diameter på omkring tre centimeter. Färgen är karakteristiskt rödaktig. Den färska korven säljs antingen i långa, oklippta spiraler eller som avklippta bitar med en längd runt 12–15 centimeter. 

## Namnskydd
Toulousekorven är inte namnskyddad och därför kan ingredienserna variera för korvar som säljs under namnet toulousekorv. Produkten är sedan 1992 Label rouge-märkt, vilken är en fransk kvalitetsmärkning.

## Tillagning och servering
Korven serveras stekt, grillad, eller konfiterad. Den är en viktig komponent i den långkokta, sydvästfranska gryträtten cassoulet, som traditionellt tillagas i ett lerkärl och där bönor och kött är andra huvudingredienser. Toulousekorv är också ett vanligt tillbehör till surkålsrätten choucroute garnie.